# Byzantinoslavica
Византинославика (общепринятое сокращение — BS, полное название «Byzantinoslavica. Revue Internationale des Études Byzantines») — чешское византиноведческое периодическое издание (Прага, 1929—1938; с 1947 года).

## История издания
Журнал издаётся Славянским институтом Чешской академии наук ежегодно в двух частях. Основан в 1929 году М. Вейнгартом и издавался до 1938 года. Возобновлён был после Второй мировой войны в 1947 году и издаётся в настоящий момент. В журнале публикуют статьи, рецензии и обзоры по византиноведческой тематике, но также внимание уделяется византийско-славянским отношениям. Статьи написаны на английском, французском, немецком, русском и итальянском языках.

## Список главных редакторов
- 1929—1938 (тт. 1—7) — Милош Вейнгарт
- 1946—1948 (тт. 8—9) — Богуслав Хавранек, Николай Окунев и Милада Паулова
- 1949—1953 (тт. 10—13) — Богуслав Хавранек и Милада Паулова
- 1953—1958 (тт. 14—19) — Богуслав Хавранек и Антонин Достал
- 1959—1968 (тт. 20—29) — Антонин Достал
- 1969—1974 (тт. 30—35) — Богуслав Хавранек
- 1975—1986 (тт. 36—47) — Богумила Застерова
- 1987 (т. 48) — Богумила Застерова и Франтишек Хейл
- 1988—1989 (тт. 49—50) — Франтишек Хейл и Любомира Хавликова
- 1990—1999 (тт. 51—60) — Владимир Вавржинек
- 2003—2010 (тт. 61—68) — Павел Милко и Любомира Хавликова
- 2011—2014 (тт. 69—72) — Любомира Хавликова
- 2015 — н.в. (с т. 73) — Петра Мелихар